# Yellowhead Pass
Yellowhead Pass è un valico ferroviario di montagna che attraversa lo spartiacque continentale nelle Montagne Rocciose Canadesi. 
È posto al confine tra le Province canadesi di Alberta e Columbia Britannica e attraversa il parco nazionale di Jasper e quello provinciale di Monte Robson.
Data la modesta elevazione di 1.131 m s.l.m. e la gradualità dell'ascesa per raggiungerlo il valico nel 1872 venne consigliato da Sandford Fleming come passaggio della linea progettata dalla Canadian Pacific Railway per attraversare le montagne Rocciose. Il progetto venne respinto in favore del più diretto ma molto più difficile passaggio del Kicking Horse Pass attivato nel 1886. Sia la Grand Trunk Pacific Railway che la Canadian Northern Railway utilizzarono il Yellowhead Pass per le loro linee principali costruite tra 1910 e 1913. 
Il passo è utilizzato ancora per la linea principale della Canadian National Railway e vi passano alcuni tra i treni più importanti di VIA Rail. Anche l'autostrada H 16, Yellowhead Highway, attraversa il valico in questione.
Si ritiene che il passaggio abbia preso nome da Pierre Bostonais soprannominato "Tête Jaune" ("testa gialla" in francese) a causa dei suoi capelli biondi, un trapper meticcio canado-irochese impiegato come guida dalla Bay Company di Hudson. Bostonais guidò, nel 1820, una delle prime spedizioni attraverso il passo per conto della compagnia.